# Planeta destruido

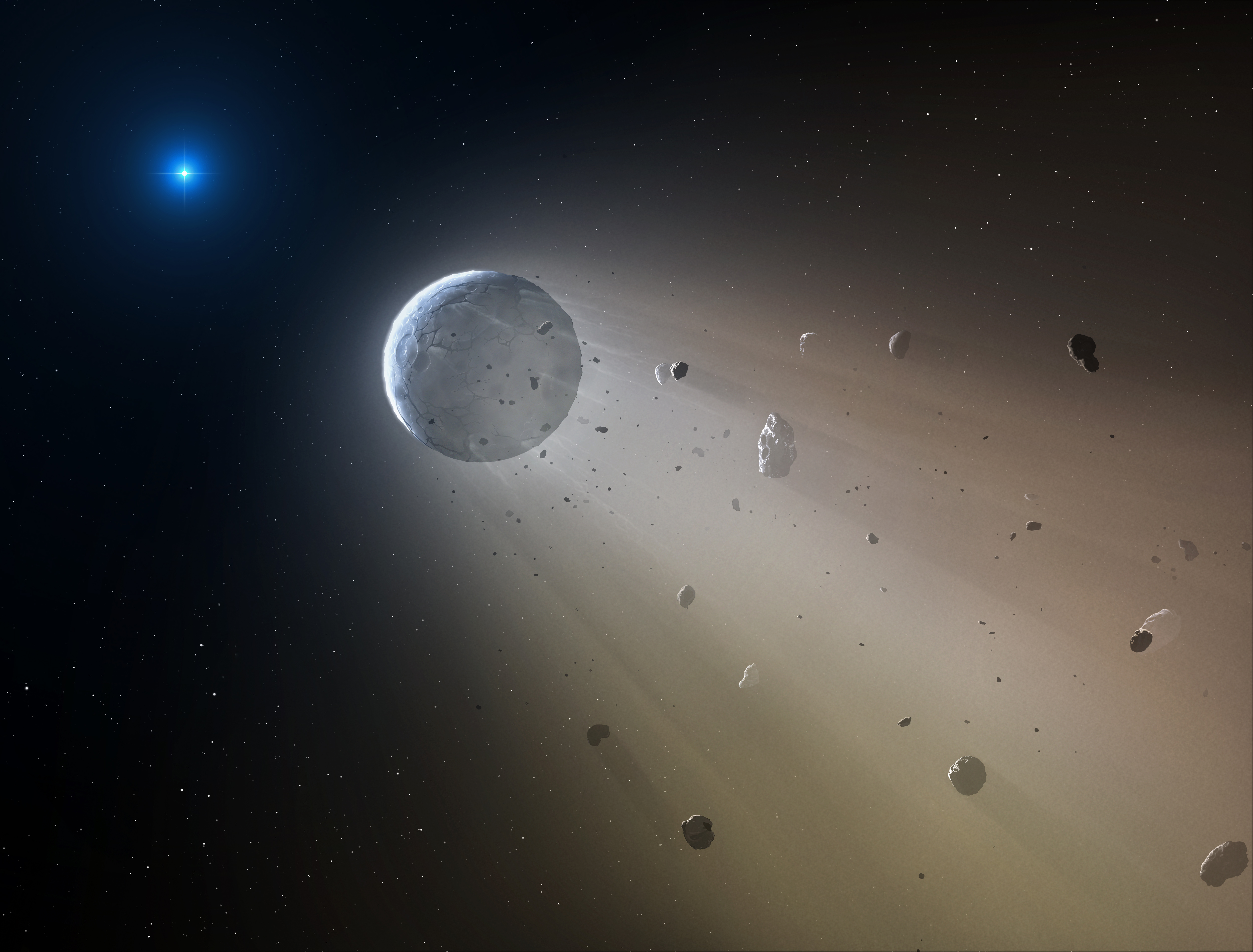
Concepto artístico de un objeto planetario rocoso vaporizado por su estrella madre

En astronomía, un planeta destruido o planeta perturbado es un planeta o exoplaneta o, quizás en una escala algo menor, un Planemo, planetesimal, luna, exoluna o asteroide que ha sido perturbado o destruido por un planeta cercano o un cuerpo u objeto astronómico como una estrella que pasa cerca. La necroplanetología es el estudio relacionado de dicho proceso. No obstante, el resultado de tal interrupción puede ser la producción de cantidades excesivas de gas relacionado, polvo y escombros, que eventualmente pueden rodear a la estrella madre en forma de disco circunestelar o disco de basura. Como consecuencia, el campo de escombros en órbita puede ser un "anillo de polvo desigual", causando fluctuaciones de luz erráticas en la luminosidad aparente de la estrella madre, como puede haber sido responsable de las curvas de luz extrañamente parpadeantes asociadas con la luz estelar observada desde ciertas estrellas variables, como la estrella de Tabby (KIC 8462852), RZ Piscium y WD 1145+017. Cantidades excesivas de radiación infrarroja puede detectarse en tales estrellas, lo que sugiere en sí mismo evidencia de que polvo y escombros pueden estar orbitando alrededor de las estrellas.

## Ejemplos

### Planetas
Ejemplos de planetas, o sus remanentes relacionados, que podrían considerarse planetas perturbados, o parte de dicho planeta, incluyen: 1I/ʻOumuamua y WD 1145+017 b, así como asteroides, Júpiter calientes y los que son planetas hipotéticos, como el Quinto planeta, Faetón, el Planeta V y Tea.

### Estrellas
Ejemplos de estrellas madre que se considera que han perturbado un planeta incluyen: EPIC 204278916, estrella de Tabby (KIC 8462852), PDS 110, RZ Piscium, WD 1145+017 and 47 Ursae Majoris.

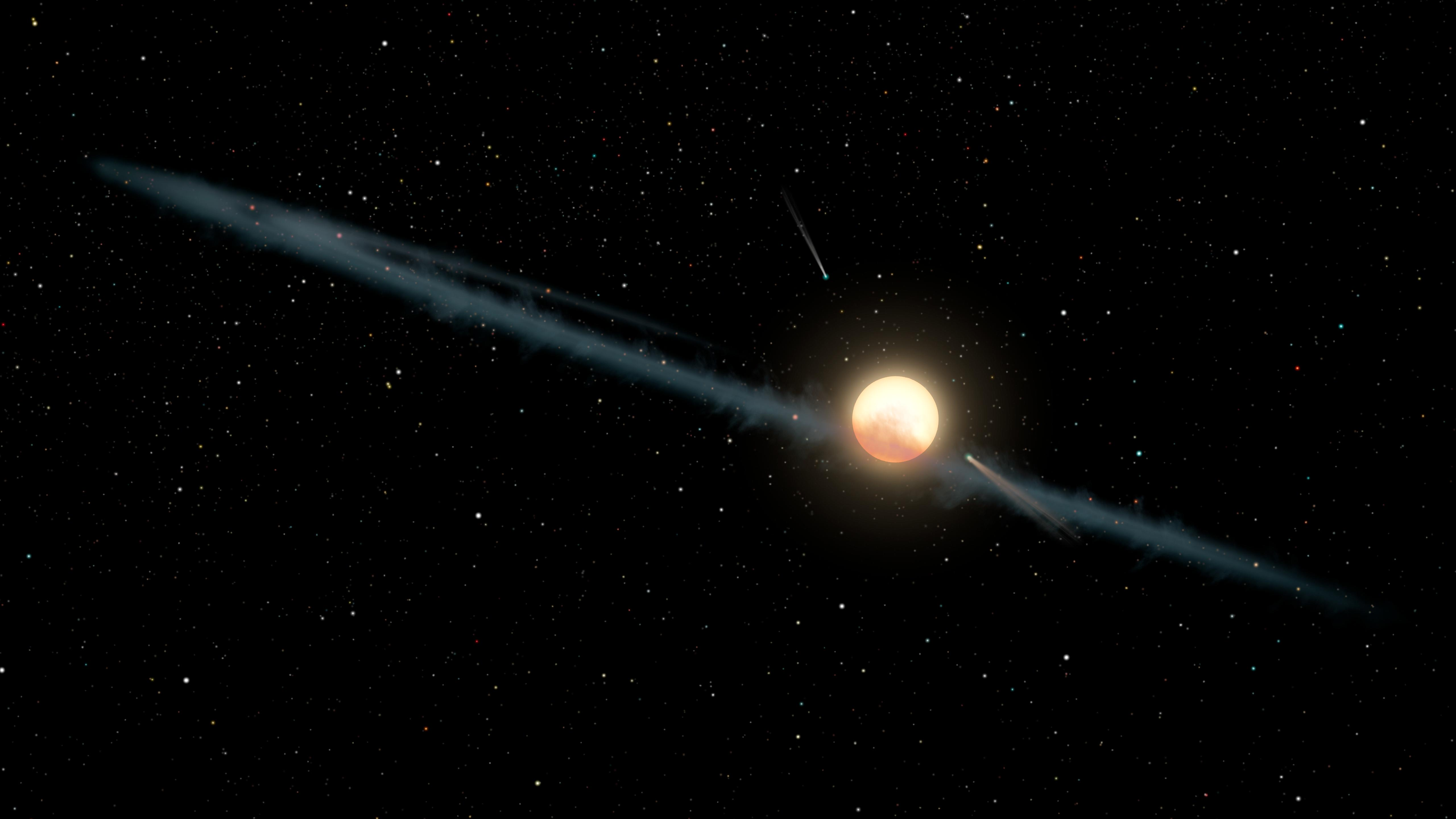
Concepto artístico de un "anillo de polvo desigual" que rodea la estrella de Tabby

## Curva de luz de la estrella de Tabby
La estrella de Tabby (KIC 8462852) es una estrella de tipo-F de la secuencia principal que exhibe fluctuaciones de luz inusuales, incluida una atenuación de brillo de hasta un 22%. Se han propuesto varias hipótesis para explicar estos cambios irregulares, pero hasta la fecha ninguna explica completamente todos los aspectos de la curva. Una explicación es que un "anillo de polvo desigual" orbita alrededor de la estrella de Tabby. Sin embargo, en septiembre de 2019, los astrónomos informaron que las atenuaciones observadas en la estrella de Tabby pueden haber sido producidas por fragmentos resultantes de la interrupción de una exoluna huérfana.

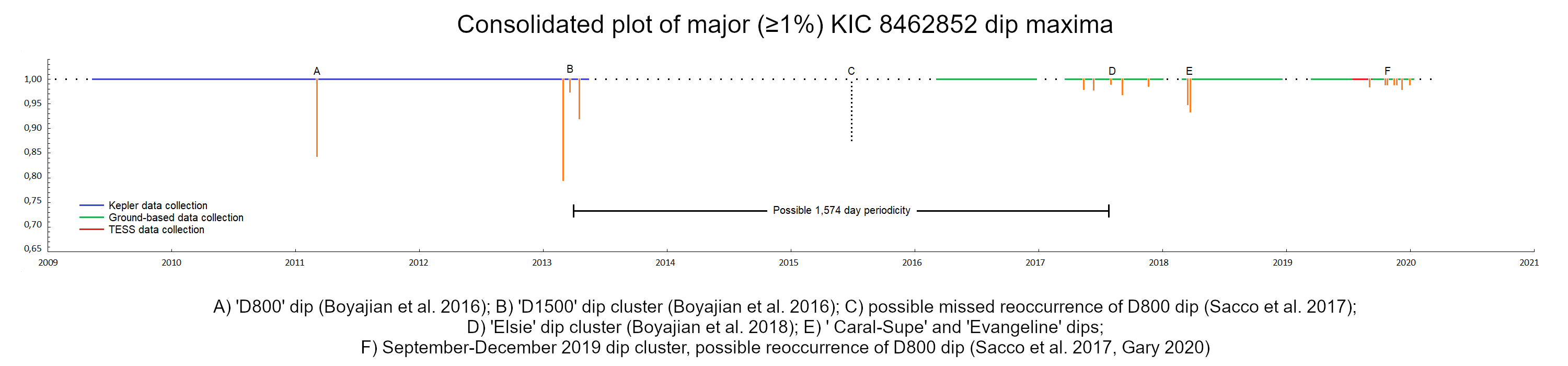
Gráfico consolidado de todas las atenuaciones conocidas (a 1 de marzo de 2020)

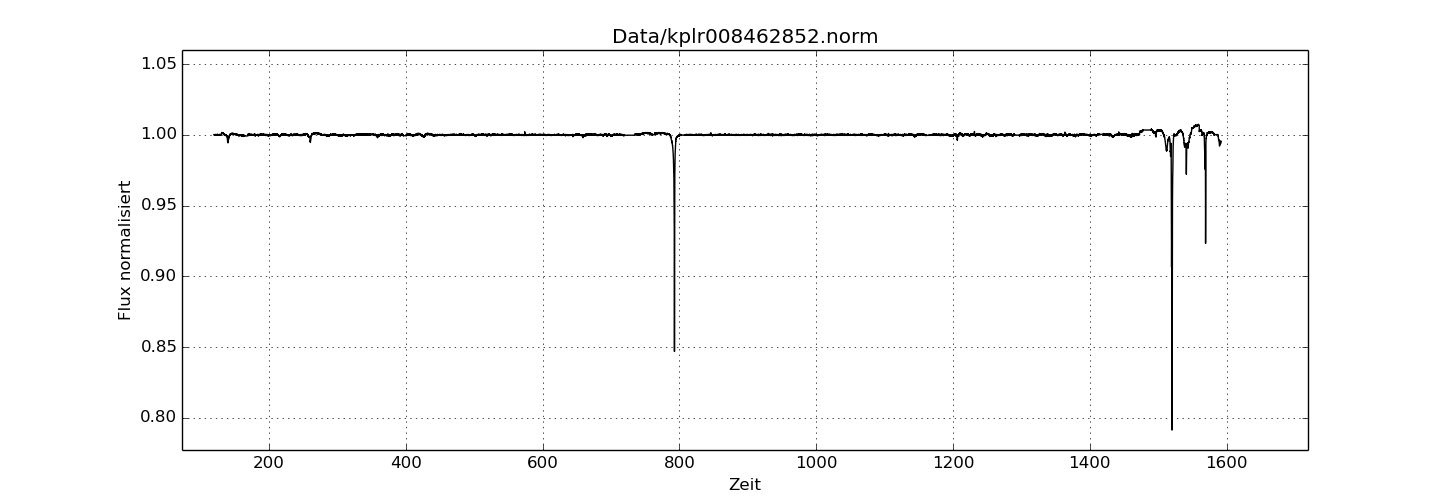
Todos los datos de la curva de luz: diciembre de 2009 a mayo de 2013, días de escaneo 0066 a 1587 (Kepler)
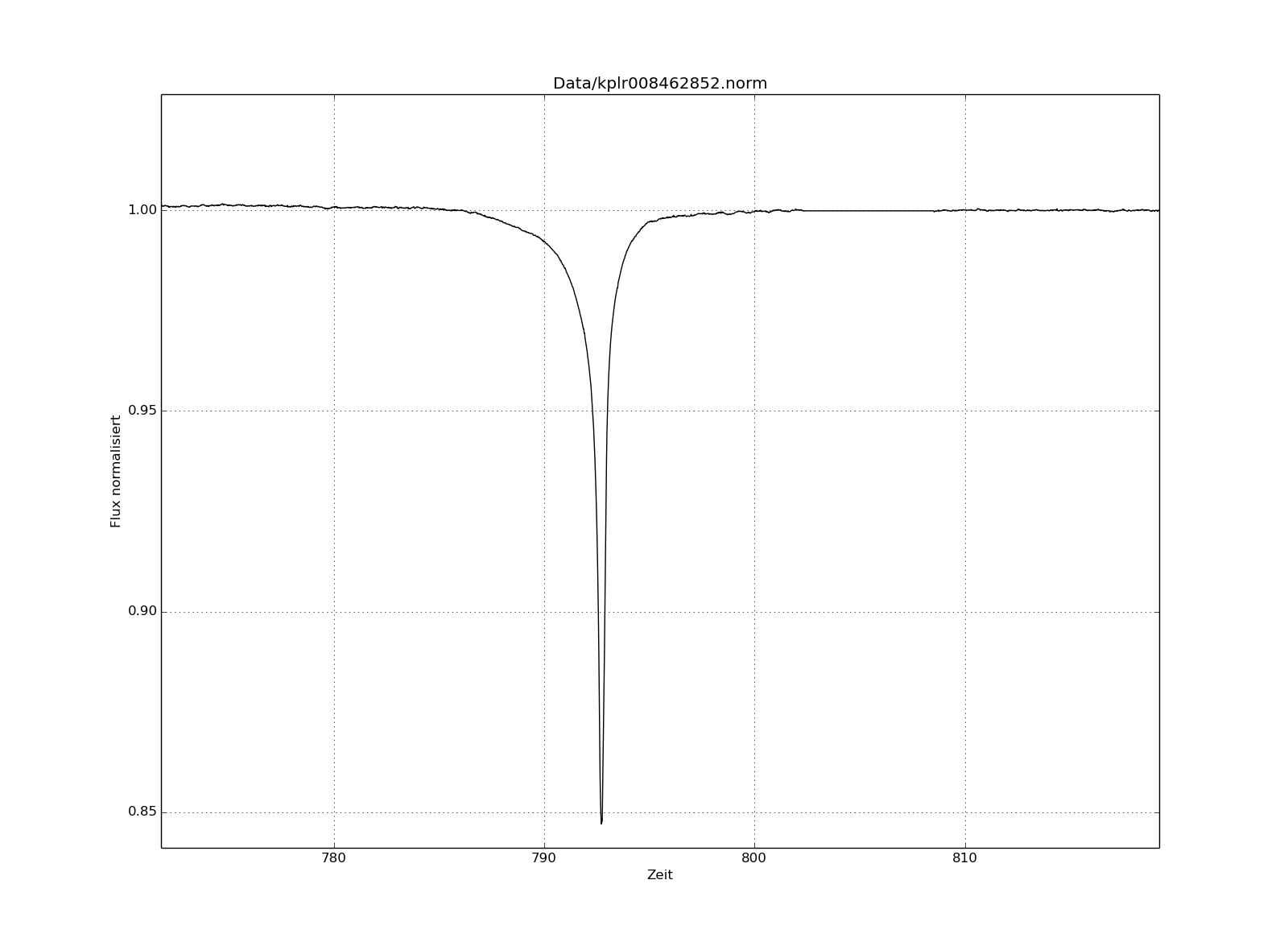
5 de marzo de 2011 − día 792 Caída máxima del 15% (Kepler)
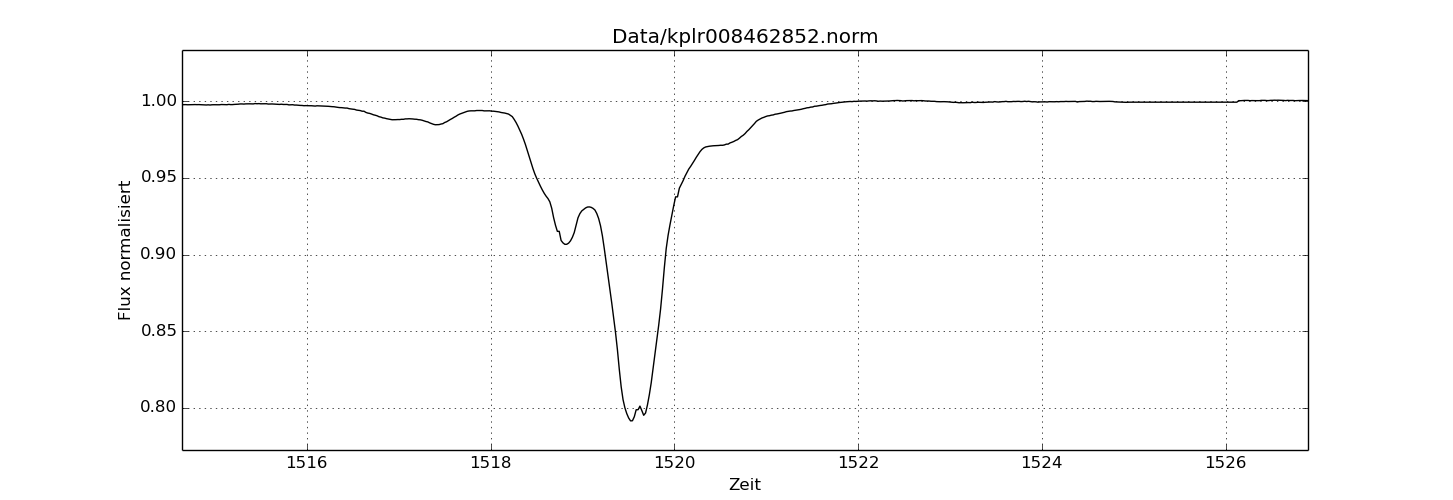
28 de febrero de 2013 − día 1519 Caída máxima del 22% (Kepler)
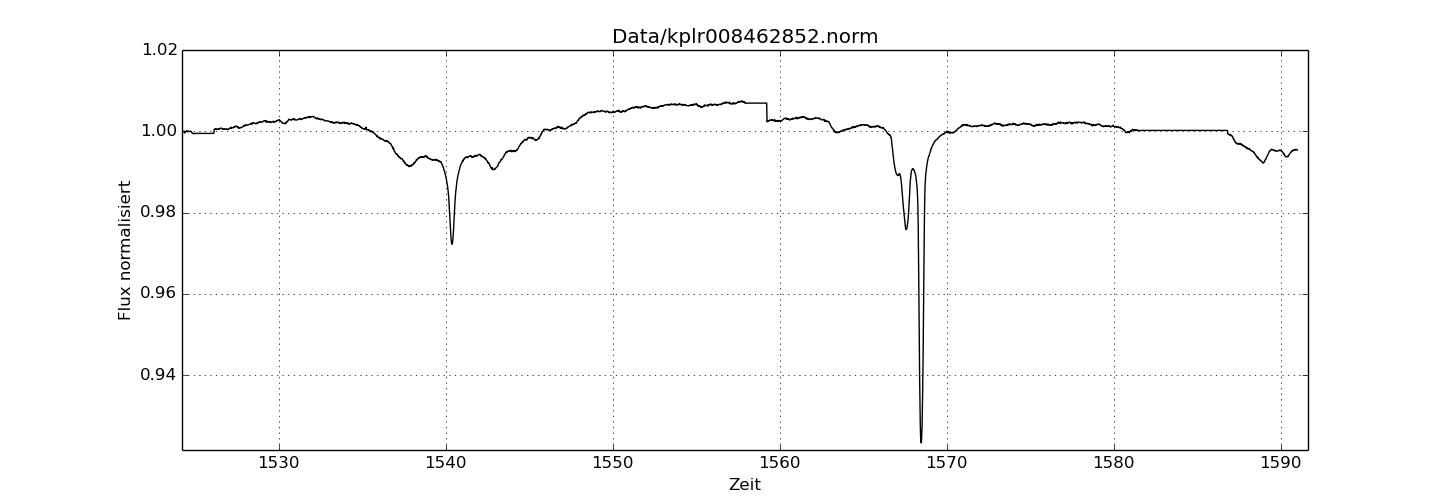
17 de abril de 2013 − día 1568 Caída máxima del 8% (Kepler)
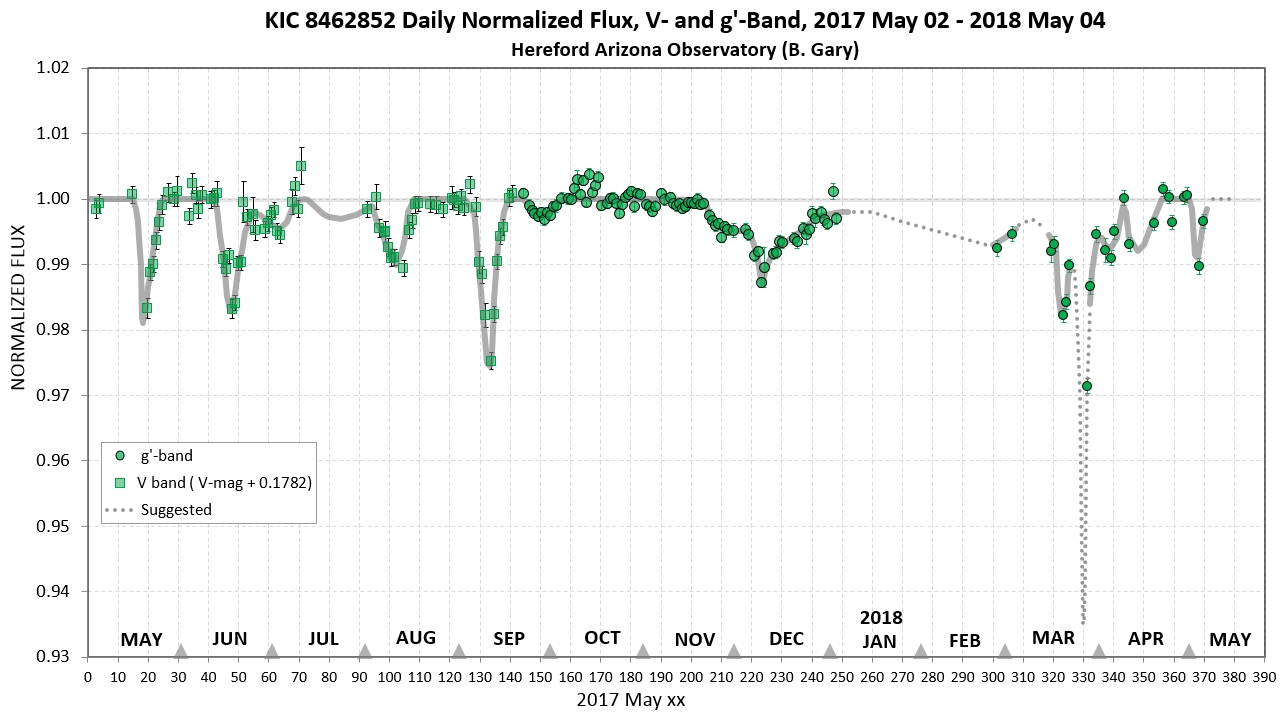
Curva de luz de un año: hasta el 4 de mayo de 2018 (HAO[18][19][20][21])
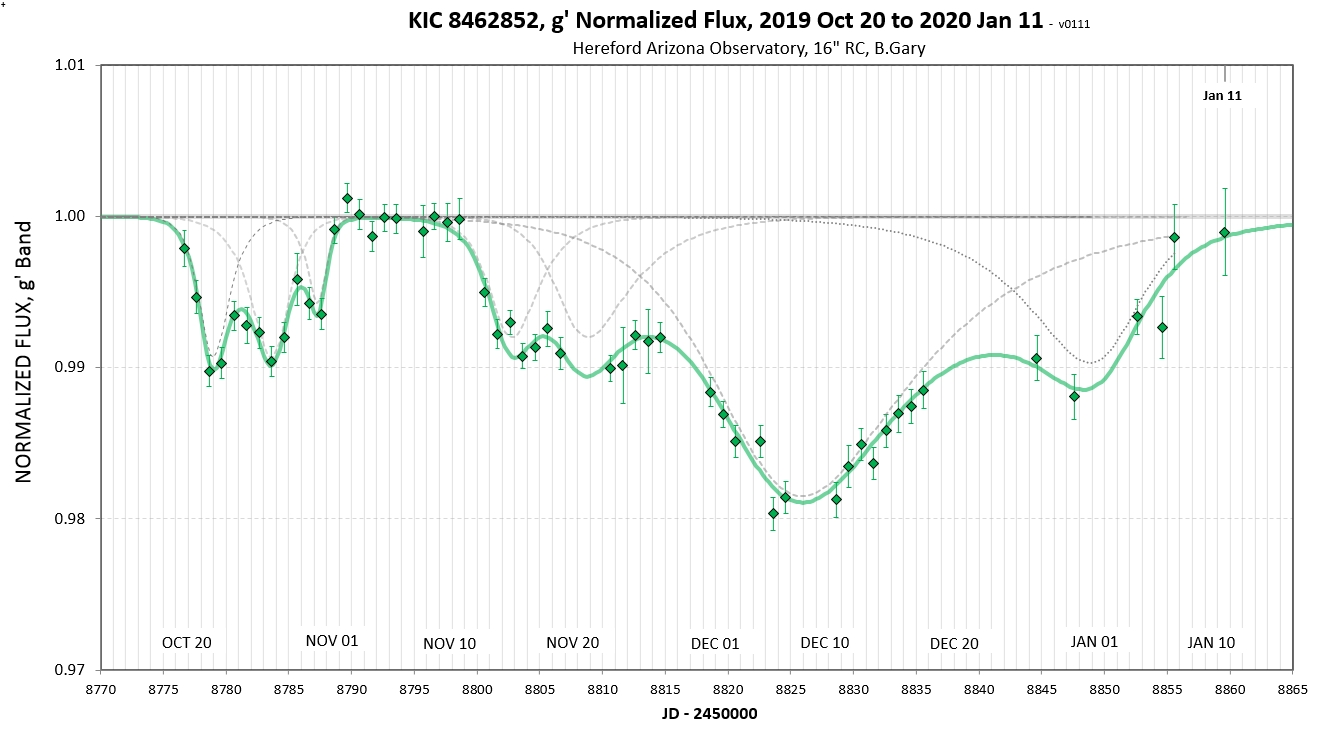
Curva de luz entre el 10 de octubre de 2019 y el 11 de enero de 2020 (HAO)